# عامر أبو عيشة
عامر عمر أبو عيشة (من مواليد 1981). اسير محرر، وناشط من نشطاء حركة حماس، متهم باختطاف الشبان الإسرائيليين الثلاثة في منطقة الخليل في 12 يونيو/حزيران 2014 مع ناشط اخر هو مروان القواسمي.
في مساء الأثنين 30 يوينو/حزيران، تم العثور على جثث المستوطنين الثلاثة بعد 18 يوما في مغارة قرب حلحول شمالي الخليل. وكان الجيش قد شن عملية عسكرية للبحث عن الخاطفين.
اعتقل للمرة الأولى في تشرين الثاني/نوفمبر عام 2005، ومكث في الاعتقال الإداري مدة ستة شهور. واعتقل مرة ثانية في نيسان/ ابريل من العام 2007. وأشارت «هآرتس» إلى أن والده كان سجينا في سجون الاحتلال أيضا، في حين استشهد شقيقه عام 2005 بينما كان يحاول إلقاء عبوة ناسفة باتجاه قوة احتلالية.